# Al final del espectro
Al final del espectro és una pel·lícula colombiana de terror. Es va estrenar el 15 de desembre de 2006. La història va ser produïda i dirigida per Juan Felipe Orozco i escrita per Esteban Orozco i Juan Felipe Orozco.

## Sinopsi
Després de sofrir una forta experiència traumàtica que marca la seva vida, Vega (Noelle Schonwald), la protagonista, decideix portar una vida asocial. Afectada d'una terrible agorafòbia (por als espais oberts), viurà en un petit apartament on cerca desesperadament protecció. Però després, aquest espai protector es converteix en la seva pròpia gàbia de paranoia i sensacions del paranormal. Vega ha de conviure allí dins amb les seves pors que l'arrosseguen a un precipici psicològic en el qual la sensació de no estar sola i de ser observada la porten a instal·lar un circuit tancat de tele cambres per tot l'apartament per a tenir en constant observació tots els seus racons. Això no fa més que augmentar la tensió. A això s'afegeix la presència estranya dels seus veïns que augmenten l'atmosfera misteriosa i patològica d'aquest lloc, un edifici dels anys setanta al centre de Bogotà.
El pare de Vega (Kepa Amuchastegui) és l'única connexió amb la realitat exterior. Es mostra molt preocupat la seva filla, que sembla estar perdent la noció de la realitat.
Una tensió constant, angoixant, gairebé asfixiant, sensació de claustrofòbia, una atmosfera sinistra amb pocs personatges, fan d'aquest thriller psicològic un detonador de les nostres pròpies pors en els quals la ment juga amb la separació entre el real o el que no ho és.

## Remake
El productor Roy Lee va adquirir els drets per a realitzar un versió a Hollywood d'aquesta pel·lícula amb Nicole Kidman com la protagonista ("Vega").
En 2013 es va fer un remake mexicà nomenat "Espectro" del director mexicà Alfonso Pineda Ulloa que reelabora la història original. Comptant amb l'espanyola Paz Vega com la protagonista "Vega".

## Repartiment
| Actor/Actriu       | Paper           |
| ------------------ | --------------- |
| Noelle Schonwald   | Vega            |
| Julieth Restrepo   | Tulipán         |
| Silvia de Dios     | Mare de Tulipán |
| Manuel José Chávez | Jairo           |
| Carlos Serrato     | Vecino          |
| Kepa Amuchastegui  | Pare de Vega    |